# Samuel Buchet
Samuel Buchet (1875-1956) fue un botánico y micólogo francés.

## Algunas publicaciones

### Libros
- n.a. Naumov, s. Buchet, i. Mouraviev. 1939. Encyclopédie mycologique. 137 pp.

- La abreviatura «Buchet» se emplea para indicar a Samuel Buchet como autoridad en la descripción y clasificación científica de los vegetales.[1]